# Comunidad judía de Alessandría

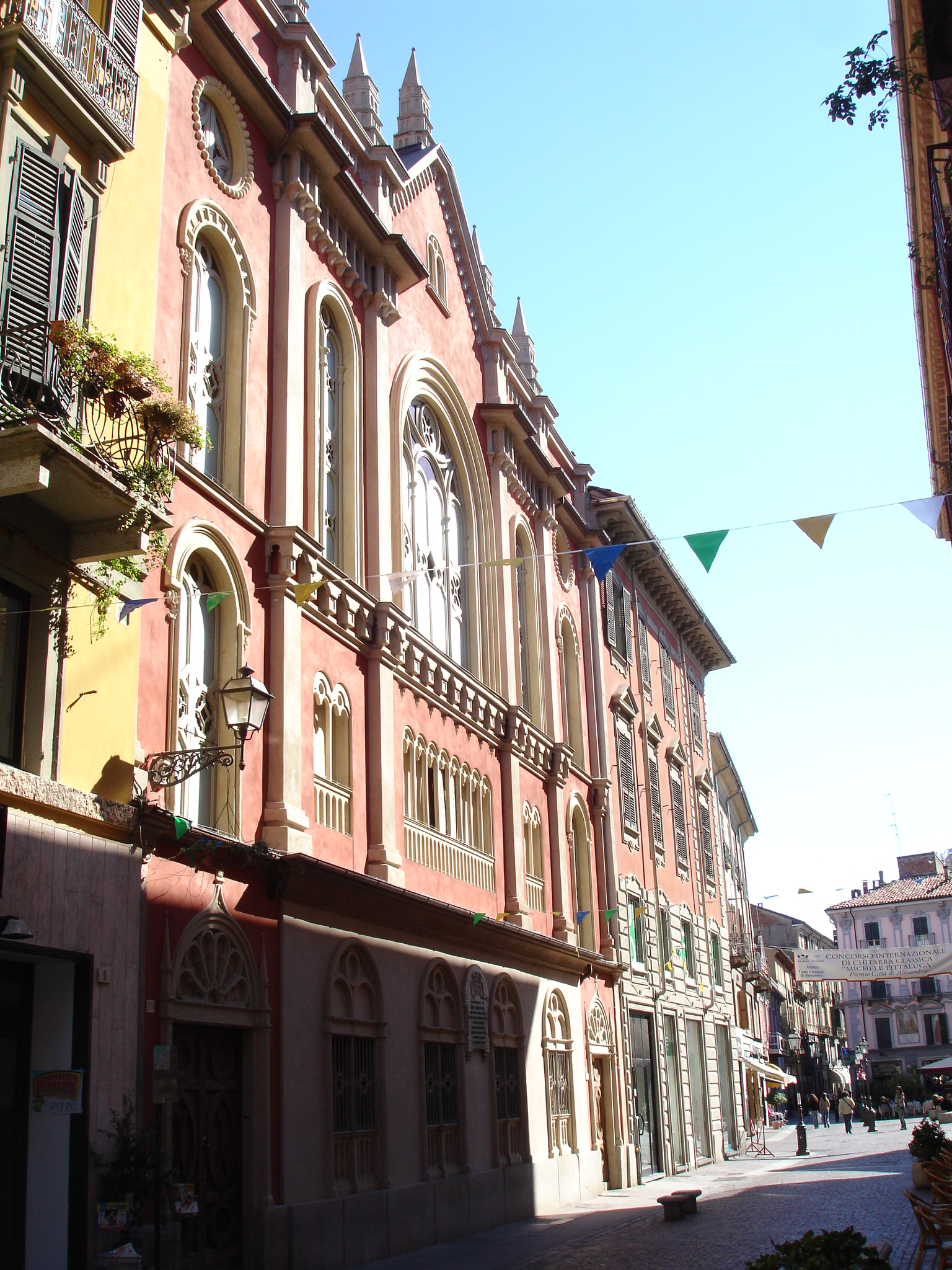
La sinagoga de Alessandria

La comunidad judía de Alessandría, presente en la ciudad desde finales de la Edad Media, fue una de las comunidades judías más importantes de la región del Piamonte, al norte de Italia. A partir de la segunda mitad del siglo XX ha estado bajo control de la comunidad judía de Turín, y en las últimas décadas ha quedado reducida a unas pocas personas.

## Breve historia

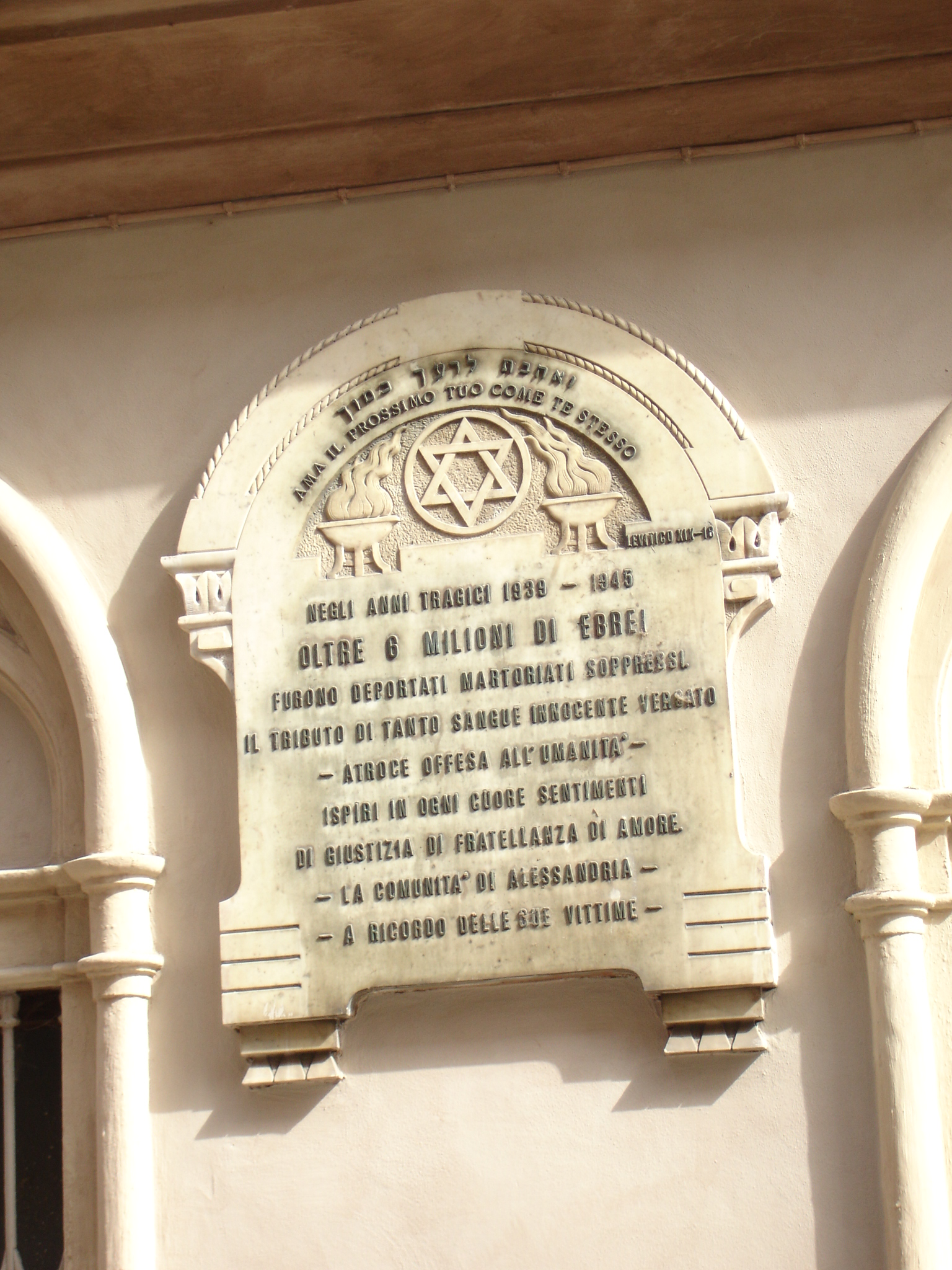
Placa conmemorativa, en la fachada de la sinagoga, a las víctimas del Holocausto

Los judíos obtuvieron la facultad de los duques de Milán para establecerse en la ciudad de Alessandría a principios del siglo XIII. Allí se fundó una sinagoga, dirigida por un rabino independiente y director de la universidad establecida en esta ciudad. Rica es la documentación que reporta la presencia judía a finales de la Edad Media.
En Alessandria, Casale Monferrato y en otros centros de Monferrato como Moncalvo están testimoniadas las familias judías de origen francés o alemán (sarfati y ashkenazi),  antes de la expulsión de los judíos (sefardíes) de España en 1492 que no vinieron a establecerse a esta ciudad.En Fubine, la Cascina Valmezzana estaba habitada por judíos. 
Aunque Alessandria y su territorio formaban parte del Ducado de Milán, y desde 1535 sometidos a la monarquía española, los judíos no fueron expulsados ni sometidos a violencia y los reyes de España recibieron préstamos de los banqueros judíos alessandrinos. Sin embargo, el gueto fue decretado por el gobernador español ya en 1585 .
Pasando al reino de Cerdeña, con el Tratado de Utrecht, se mantuvieron los privilegios adquiridos por la comunidad, pero en 1723 se impuso la residencia obligatoria en el gueto entre via Milano y via Migliara a los 420 judíos de Alessandria.
Desde la era napoleónica, cuando los israelitas fueron llamados a París para el Sanedrín, se discutió la cuestión de la propiedad. El abogado Francesco Gambini desaconsejó que los judíos deberían poseer tierras. Esta doctrina suya resumida en el libro "(Dell'ebreo possidente,)". En otra obra titulada "La ciudadanía judía en Europa" «quiso demostrar que los judíos nunca podrían ser hermanos con los demás miembros de la familia humana, apoyando su asunción con las instituciones talmúdicas y con los preceptos de la experiencia». Sin embargo, él mismo calificó la cuestión examinada por él como un problema del futuro. Le respondieron con otro libro: Orígenes de las prohibiciones judías. Pasó el tiempo. El 29 de marzo de 1848, el rey Carlos Alberto llamó a los israelitas subalpinos a formar parte de los derechos civiles y políticos. Los cristianos festejaron, entre los que se destaca Massimo d'Azeglio y el teólogo canónico Gatti publicó "La emancipación de los israelitas".
En 1938, la comunidad judía alessandrina estaba formada por 245 personas (113 hombres y 132 mujeres). De estos, 25 serán deportados y asesinados durante el Holocausto .

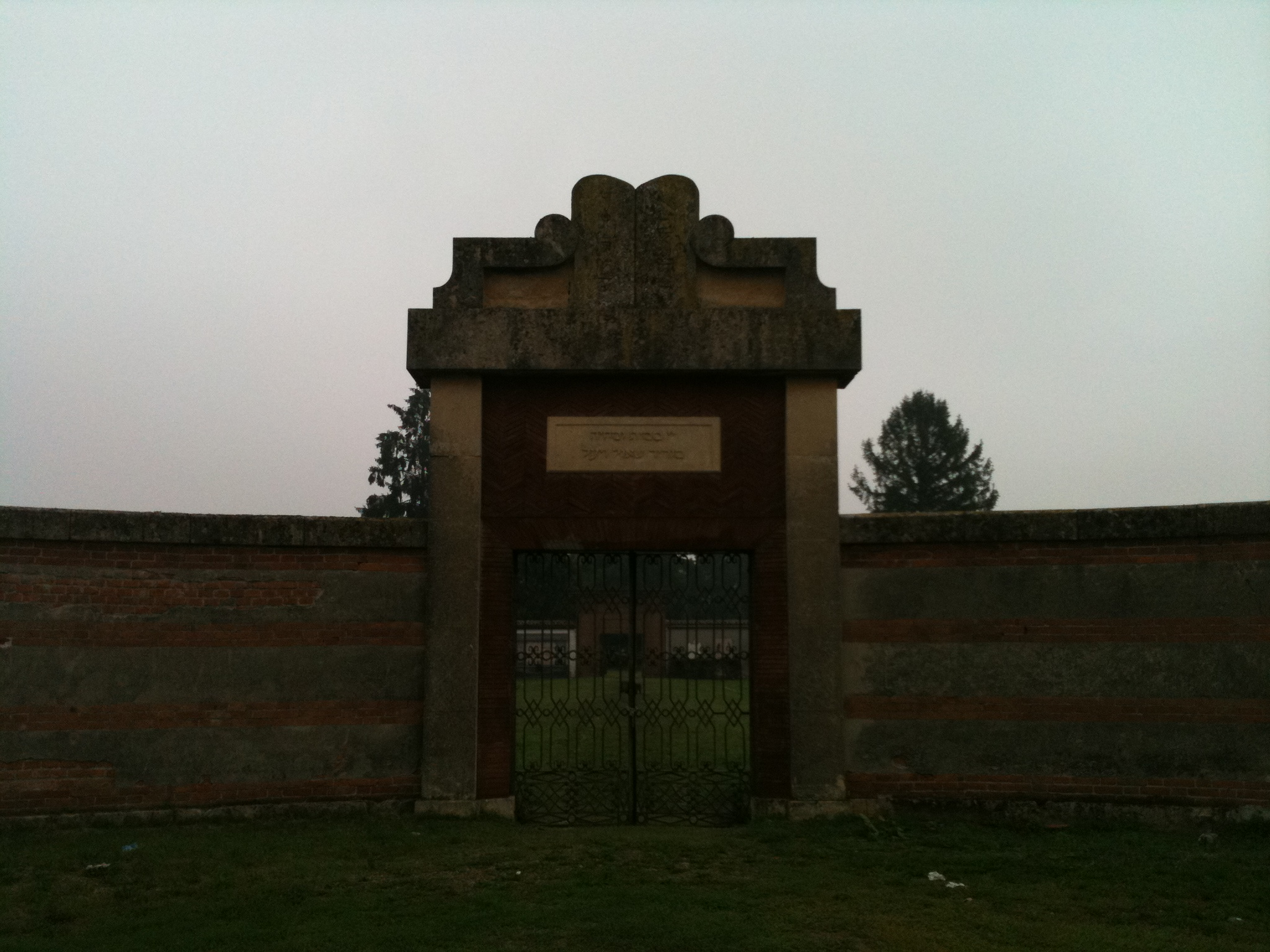
El cementerio judío de Alessandria

La Sinagoga de Alessandria está ubicada en el centro histórico de la ciudad, en via Milano, en el área del antiguo gueto aún reconocible por los estrechos pasillos de algunos edificios en las calles adyacentes al Templo. Este último, inaugurado en 1871 y construido por el arquitecto Giovanni Roveda, se caracteriza por un diseño fachada neogótica y, en su interior, por una gran sala con dos Ezrat Nashim. Es uno de los ejemplos más grandiosos de sinagoga italiana del siglo XIX. Está abierto a visitas pero solo en determinadas épocas del año sin un plazo definido.
El cementerio judío también es de interés artístico e histórico. Fue inaugurado en 1820 para reemplazar el antiguo cementerio que estaba ubicado en la "Porta di Marengo", luego demolido junto con todas las imponentes murallas de la ciudad, cerca de la antigua plaza de armas que luego se convirtió –en parte– en la piazza Matteotti (anteriormente piazza Génova).